# Râul Seaca, Hinata
Râul Seaca  este un curs de apă, afluent al râului Hinata. 

## Hărți
- Harta județului Suceava
- Harta Obcinele Bucovinene  Arhivat în 30 iulie 2009, la Wayback Machine.